# Albrightsville
Albrightsville è un'area non incorporata, cioè una comunità priva di personalità giuridica, e quindi indicata solo ai fini statistici di un censimento (un census-designated place o CDP), degli Stati Uniti d'America, situata nello stato della Pennsylvania, nella contea di Carbon.